# 托拉斯 (上卢瓦尔省旧市镇)
托拉斯（法語：Thoras）是法国上卢瓦尔省的一个旧市镇，属于布里尤德区。2016年1月1日，托拉斯与市镇克鲁瓦桑斯合并为新的托拉斯。

## 地名
该地名“Thoras”发音为[tɔʁas]，末尾字母“s”发音，《世界地名翻译大辞典》与《世界地名译名词典》将其误译作“托拉”。

## 地理
托拉斯（44°51'54"N, 3°33'44"E）面积37.56 平方千米，位于法国奥弗涅-罗讷-阿尔卑斯大区上盧瓦爾省，该省份为法国中南部省份，北起多姆山省和卢瓦尔省，西接康塔爾省，南至洛泽尔省，东临阿尔代什省。
与托拉斯接壤的市镇（或旧市镇、城区）包括：圣韦内朗、尚邦堡、圣桑福里安、圣保罗勒弗鲁瓦、沙纳莱耶、埃斯普朗塔-瓦泽耶、阿列河畔圣普雷热、阿莱拉斯、克鲁瓦桑斯、瓦泽莱普雷索盖。
托拉斯的时区为UTC+01:00、UTC+02:00（夏令时）。

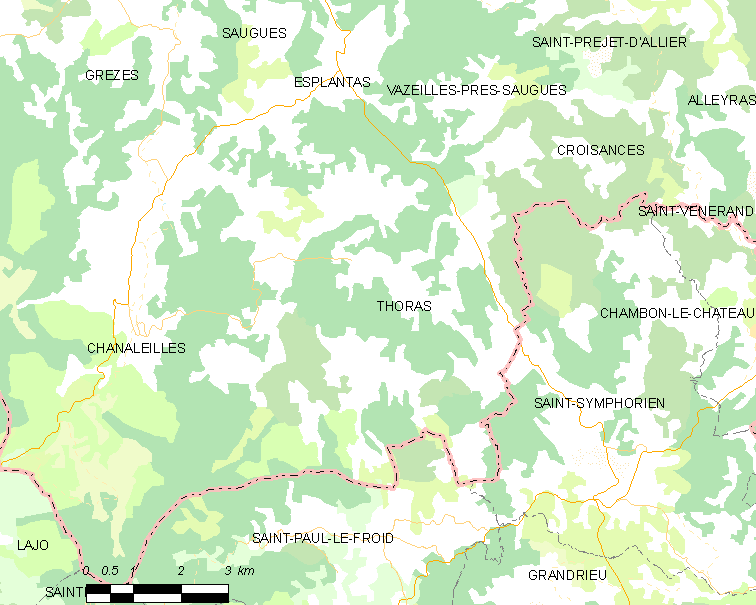
托拉斯的OSM定位图

## 行政
托拉斯的邮政编码为43170、43580，INSEE市镇编码为43245。

## 政治
托拉斯所属的省级选区为阿列峡-热沃当县。

## 人口

1962-2008年间托拉斯人口变化图示

托拉斯于2017年1月1日时的人口数量为199人。